# Elekçalı, Büyükorhan
Elekçalı là một xã thuộc huyện Büyükorhan, tỉnh Bursa, Thổ Nhĩ Kỳ. Dân số thời điểm năm 2011 là 53 người.